# Janja (Knjaževac)
Janja (Servisch cyrillisch Јања) is een plaats in de Servische gemeente Knjaževac. De plaats telt 37 inwoners (2002).